# Evhènia Sètxenova
Evhènia Sètxenova   (Sebastòpol, 17 d'agost de 1918 - Moscou, 25 de juny de 1990) va ser una atleta ucraïnesa, especialista en curses de velocitat, que va competir sota bandera soviètica entre les dècades de 1930 i 1950.
En el seu palmarès destaquen sis medalles al Campionat d'Europa d'atletisme, dues d'or i una de bronze el 1946 i dues de plata i una de bronze el 1950. El 1952 va prendre part en els Jocs Olímpics de Hèlsinki, on va disputar dues proves del programa d'atletisme. En els 4x100 metres relleus fou quarta, mentre en els 200 metres quedà eliminada en sèries.
Sètxenova també guanyà 20 títols nacionals repartits en els 100 metres (1940, 1946, 1947, 1949, 1950), 200 metres (1939, 1940, 1944, 1949), 4×100 metres (1939, 1940, 1946, 1949–1951) i 4×200 metres (1946, 1948–1951). Va ser guardonada amb l'Orde de la Bandera Roja del Treball.

## Millors marques
- 100 metres. 11.8" (1951)
- 200 metres. 24.7" (1951)[3]